# Slijkgras
Slijkgras (Spartina) is een plantengeslacht van de Grassenfamilie (Poaceae).
Er worden circa negentien soorten en hybriden onderscheiden die voornamelijk voorkomen langs de kusten van de Atlantische Oceaan in West- en Zuid-Europa, Noordwest- en Zuidelijk Afrika, Amerika en de eilanden in het zuiden van de Atlantische Oceaan.

## Soorten
Van het geslacht zijn de volgende soorten bekend: 
- Spartina alterniflora
- Spartina anglica (Engels slijkgras)
- Spartina argentinensis
- Spartina arundinacea
- Spartina bahiensis
- Spartina bakeri
- Spartina brasiliensis
- Spartina caespitosa
- Spartina capensis
- Spartina ciliata
- Spartina coarctata
- Spartina cynosuroides
- Spartina densiflora
- Spartina dissitiflora
- Spartina duriaei
- Spartina fasciculata
- Spartina foliosa
- Spartina geniculata
- Spartina glabra
- Spartina glabriuscula
- Spartina gouini
- Spartina gracilis
- Spartina humilis
- Spartina hybrida
- Spartina intermedia
- Spartina juncea
- Spartina junciformis
- Spartina laevigata
- Spartina leiantha
- Spartina longispica
- Spartina maritima (klein slijkgras)
- Spartina michauxiana
- Spartina michauxii
- Spartina montevidensis
- Spartina neyrauti
- Spartina patagonica
- Spartina patens
- Spartina pectinata
- Spartina phleoides
- Spartina pittieri
- Spartina platensis
- Spartina polystachya
- Spartina pubera
- Spartina pumila
- Spartina pungens
- Spartina schreberi
- Spartina spartinae
- Spartina stricta
- Spartina townsendii
- Spartina versicolor